# 特鲁斯马迪山猪笼草
（学名：N. × trusmadiensis），又称或简称作TM猪笼草，是由劳氏猪笼草（N. lowii）和大叶猪笼草（N. macrophylla）杂交得到的猪笼草自然杂交种。其仅存在于婆罗洲特鲁斯马迪山，也因此而得名。

## 植物学史

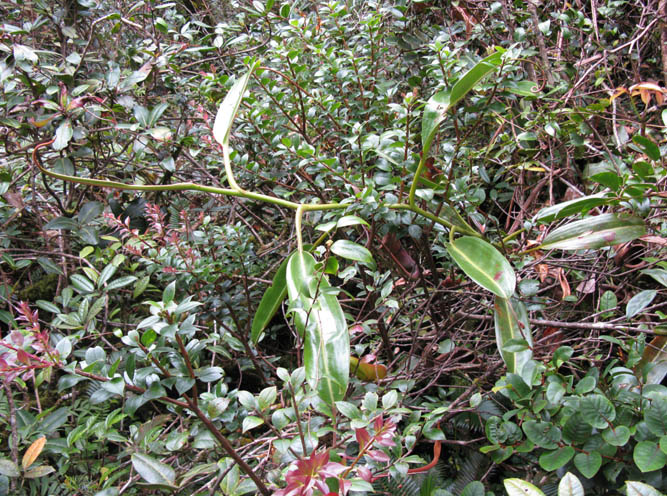
特鲁斯马迪山猪笼草的攀援茎

1983年，约翰内斯·马拉维尼（Johannes Marabini）和约翰·布里格斯（John Briggs）在特鲁斯马迪山上发现了特鲁斯马迪山猪笼草。约翰·布里格斯对于该发现这样写道：
|  | 约上午8点，我们即将离开山顶的时候，约翰内斯·马拉维尼从茂密的灌木丛中出现……拿着两个巨大捕虫笼。其最突出的特征是其巨大的尺寸，大于任何存在于特鲁斯马迪山的猪笼草。后来，我们意识到这是婆罗洲猪笼草中捕虫笼第二大的，仅次于基纳巴卢山的马来王猪笼草……有证据表明，这种新发现的猪笼草是劳氏猪笼草与爱德华猪笼草的自然杂交种。巨大的尺寸也符合这一观点——杂交种的特征。我们没有时间考察这一新类群的分别。因此，我们采集了一些标本后就启程下山了，花了三天时间回到坦布南。 |

## 形态特征
特鲁斯马迪山猪笼草的叶片具柄，可长达50厘米。捕虫笼可高达35厘米，是婆罗洲猪笼草物种中较大的一种。其表现为亲本的中间型。笼盖如劳氏猪笼草般外翻，下表面具短毛须。唇具突出的唇肋和唇齿，但不如大叶猪笼草发达。特鲁斯马迪山猪笼草的花序可长达50厘米，每个花梗带2朵花。尽管其捕虫笼较大，该自然杂交种植株的体型并不大。 

## 生态关系
特鲁斯马迪山猪笼草仅存在于特鲁斯马迪山的顶峰山脊海拔2500米至2600米处。

## 扩展阅读
- 食虫植物照片搜寻引擎中特鲁斯马迪山猪笼草的照片 （页面存档备份，存于）

 维基共享资源上的相關多媒體資源：特鲁斯马迪山猪笼草
 維基物種上的相關：特鲁斯马迪山猪笼草